# Nadsiarczan amonu
Nadsiarczan amonu, (NH4)2S2O8 (APS – ang. ammonium persulfate) – nieorganiczny związek chemiczny, sól amonowa kwasu nadsiarkowego.

## Właściwości
Nadsiarczan amonu jest białym, krystalicznym ciałem stałym. W temperaturze powyżej 120 °C rozkłada się, wydzielając ozon, amoniak oraz tlenki azotu i siarki. Jest dobrze rozpuszczalny w wodzie (620 g/l w 20 °C). Jego wodne roztwory mają odczyn kwasowy (pH roztworu 100 g APS/l wynosi 3,2). Ma silne właściwości utleniające. Jest inicjatorem wolnych rodników.

## Zastosowanie
Wraz z TEMED-em inicjuje reakcję polimeryzacji akrylamidu, wykorzystywaną m.in. w celu wytworzenia żelu poliakrylamidowego do elektroforezy (tzw. PAGE). Stosowany także w procesie wytrawiania płytek PCB. Jest też używany w przemyśle kosmetycznym oraz jako odczynnik laboratoryjny.